# Pablo Parra
Pablo Alejandro Parra Rubilar (Población El Roble, Chillán, 23 de junio de 1994) es un futbolista profesional chileno que se desempeña como volante y actualmente milita en Palestino de la Primera División de Chile. Además, ha sido internacional absoluto con la selección de fútbol de Chile en 4 partidos, siendo 3 de ellos partidos amistosos.

## Trayectoria
Se inició en las divisiones inferiores de Ñublense, integrándose al primer equipo el año 2010. Debutó profesionalmente el 5 de mayo del 2010 en un partido contra Colo-Colo ingresando en el minuto 79' reemplazando a Martín Cortés. En 2013 se afianzó en el equipo chillanejo con el técnico Carlos Rojas, teniendo grandes participaciones en el torneo de Primera División, anotándole un gol a Universidad de Chile y también marcando en Copa Chile 2013-14.
Luego de un breve paso por Coquimbo Unido, en donde anotó dos goles, nada más que ante Deportes La Serena, regresó al cuadro chillanejo, donde jugó de forma constante durante dos temporadas.
En 2016 fichó por Cobreloa, en donde por sus buenas actuaciones llamó la atención de Universidad de Chile, que lo sumó a sus filas. Pero la campaña de "la U" en la Primera División 2019 fue pésima, y debido a la reestructuración del plantel para la siguiente temporada, Parra no siguió en el club y regresó a Cobreloa.
En el elenco naranja disputó la Liguilla de Primera B 2019, en el partido en donde fueron derrotados por Deportes Temuco, quedando eliminados del minitorneo, sin ascender a Primera División. Tras aquello, fichó por Curicó Unido que juega en la Primera División.
En Curicó Unido es figura excluyente del equipo, lo cual le permite ser fichado por Club Puebla de México donde jugó 2661 minutos en 48 encuentros anotando 6 goles, 2 tarjetas amarillas y 1 tarjeta roja, para julio de 2023 es fichado por Colo-Colo.
En julio de 2024, a causa del poco protagonismo en el plantel dirigido por Jorge Almirón, el futbolista llega a Unión La Calera para enfrentar el torneo de primera división.En diciembre de 2024 es anunciado como nuevo jugador de Palestino de la Primera División.

## Selección nacional
El 26 de marzo de 2021 el disputó su primer encuentro con la selección nacional tras entrar a los 64 minutos en el partido amistoso entre Chile y Bolivia que terminó con triunfo de la roja por 2 a 1.

#### Partidos internacionales
| Partidos internacionales | Partidos internacionales | Partidos internacionales                                | Partidos internacionales | Partidos internacionales | Partidos internacionales | Partidos internacionales | Partidos internacionales     |
| N.º                      | Fecha                    | Estadio                                                 | Local                    | Resultado                | Visitante                | Goles                    | Competición                  |
| ------------------------ | ------------------------ | ------------------------------------------------------- | ------------------------ | ------------------------ | ------------------------ | ------------------------ | ---------------------------- |
| 1                        | 26 de marzo de 2021      | Estadio El Teniente, Rancagua, Chile                    | Chile                    | 2-1                      | Bolivia                  |                          | Amistoso                     |
| 2                        | 9 de diciembre de 2021   | Q2 Stadium, Austin, Estados Unidos                      | México                   | 2-2                      | Chile                    | Anotado                  | Amistoso                     |
| 3                        | 12 de diciembre de 2021  | Banc of California Stadium, Los Ángeles, Estados Unidos | El Salvador              | 0-1                      | Chile                    |                          | Amistoso                     |
| 4                        | 1 de febrero de 2022     | Estadio Hernando Siles, La Paz, Bolivia                 | Bolivia                  | 2-3                      | Chile                    |                          | Clasificatorias a Catar 2022 |
| Total                    |                          |                                                         | Presencias               | 4                        | Goles                    | 1                        |                              |

| Selección chilena | Selección chilena | Selección chilena |
| Año               | Partidos          | Goles             |
| ----------------- | ----------------- | ----------------- |
| 2021              | 3                 | 1                 |
| 2022              | 1                 | 0                 |
| Total             | 4                 | 1                 |

## Clubes
| Club | Div.       | Temporada  | Liga  | Liga  | Liga  | Copas nacionales(1) | Copas nacionales(1) | Copas nacionales(1) | Copas internacionales(2) | Copas internacionales(2) | Copas internacionales(2) | Total | Total | Total |
| Club | Div.       | Temporada  | Part. | Goles | Asis. | Part.               | Goles               | Asis.               | Part.                    | Goles                    | Asis.                    | Part. | Goles | Asis. |
| --- | ---------- | ---------- | ----- | ----- | ----- | ------------------- | ------------------- | ------------------- | ------------------------ | ------------------------ | ------------------------ | ----- | ----- | ----- |
| Ñublense Chile | 1.ª        | 2009-10(A) | 1     | 0     | 0     | 0                   | 0                   | 0                   | —                        | —                        | —                        | 1     | 0     | 0     |
| Ñublense Chile | 1.ª        | 2010-11(C) | 1     | 0     | 0     | 0                   | 0                   | 0                   | —                        | —                        | —                        | 1     | 0     | 0     |
| Ñublense Chile | 1.ª        | 2013(T)    | 6     | 0     | 0     | 2                   | 1                   | 0                   | —                        | —                        | —                        | 8     | 1     | 0     |
| Ñublense Chile | 1.ª        | 2013-14(A) | 1     | 1     | 0     | 0                   | 0                   | 0                   | —                        | —                        | —                        | 1     | 1     | 0     |
| Ñublense Chile | 1.ª        | 2014-15(A) | 14    | 0     | 0     | 0                   | 0                   | 0                   | —                        | —                        | —                        | 14    | 0     | 0     |
| Ñublense Chile | 1.ª        | 2014-15(C) | 7     | 0     | 0     | 0                   | 0                   | 0                   | —                        | —                        | —                        | 7     | 0     | 0     |
| Ñublense Chile | 2.ª        | 2016(C)    | 9     | 2     | 1     | 0                   | 0                   | 0                   | —                        | —                        | —                        | 9     | 2     | 1     |
| Ñublense Chile | Total club | Total club | 39    | 3     | 1     | 2                   | 1                   | 0                   | -                        | -                        | -                        | 41    | 4     | 1     |
| Cobreloa Chile | 2.ª        | 2016(C)    | 0     | 0     | 0     | 2                   | 0                   | 0                   | —                        | —                        | —                        | 2     | 0     | 0     |
| Cobreloa Chile | 2.ª        | 2017(T)    | 1     | 1     | 0     | 0                   | 0                   | 0                   | —                        | —                        | —                        | 1     | 1     | 0     |
| Cobreloa Chile | 2.ª        | 2018       | 9     | 3     | 1     | 7                   | 2                   | 2                   | —                        | —                        | —                        | 16    | 5     | 3     |
| U de Chile Chile | 1.ª        | 2019       | 13    | 0     | 2     | 2                   | 0                   | 0                   | 2                        | 0                        | 0                        | 17    | 2     | 0     |
| U de Chile Chile | Total club | Total club | 13    | 0     | 2     | 2                   | 0                   | 0                   | 2                        | 0                        | 0                        | 17    | 2     | 0     |
| Cobreloa Chile | 2.ª        | 2019       | 1     | 0     | 0     | 0                   | 0                   | 0                   | 0                        | 0                        | 0                        | 1     | 0     | 0     |
| Cobreloa Chile | Total club | Total club | 11    | 4     | 1     | 9                   | 2                   | 2                   | 2                        | 0                        | 0                        | 20    | 6     | 3     |
| Curicó Unido Chile | 1.ª        | 2020       | 24    | 7     | 5     | -                   | -                   | -                   | -                        | -                        | -                        | 24    | 7     | 5     |
| Curicó Unido Chile | 1.ª        | 2021       | 5     | 3     | 1     | -                   | -                   | -                   | -                        | -                        | -                        | 5     | 3     | 1     |
| Curicó Unido Chile | Total club | Total club | 29    | 10    | 6     | -                   | -                   | -                   | -                        | -                        | -                        | 29    | 10    | 6     |
| Club Puebla México | 1.ª        | 2021-22(A) | 17    | 2     | 0     | -                   | -                   | -                   | -                        | -                        | -                        | 17    | 2     | 0     |
| Club Puebla México | 1.ª        | 2021-22(C) | 18    | 3     | 0     | -                   | -                   | -                   | -                        | -                        | -                        | 18    | 3     | 0     |
| Club Puebla México | 1.ª        | 2022-23(A) | 6     | 0     | 0     | -                   | -                   | -                   | -                        | -                        | -                        | 6     | 0     | 0     |
| Club Puebla México | 1.ª        | 2022-23(C) | 7     | 1     | 0     | -                   | -                   | -                   | -                        | -                        | -                        | 7     | 1     | 0     |
| Club Puebla México | Total club | Total club | 48    | 6     | 0     | -                   | -                   | -                   | -                        | -                        | -                        | 48    | 6     | 0     |
| Colo-Colo Chile | 1.ª        | 2023       | 8     | 0     | 2     | 2                   | 0                   | 0                   | -                        | -                        | -                        | 10    | 0     | 2     |
| Colo-Colo Chile | 1.ª        | 2024       | 3     | 0     | 0     | 2                   | 0                   | 0                   | 1                        | 0                        | 0                        | 6     | 0     | 0     |
| Colo-Colo Chile | Total club | Total club | 11    | 0     | 2     | 4                   | 0                   | 0                   | 1                        | 0                        | 0                        | 16    | 0     | 2     |
| Unión La Calera Chile | 1.ª        | 2024       | 15    | 3     | 2     | -                   | -                   | -                   | -                        | -                        | -                        | 15    | 3     | 2     |
| Unión La Calera Chile | Total club | Total club | 15    | 3     | 2     | -                   | -                   | -                   | -                        | -                        | -                        | 15    | 3     | 2     |
| Palestino Chile | 1.ª        | 2025       | 10    | 1     | 1     | 5                   | 1                   | 0                   | 5                        | 0                        | 1                        | 20    | 2     | 2     |
| Palestino Chile | Total club | Total club | 10    | 1     | 1     | 5                   | 1                   | 0                   | 5                        | 0                        | 1                        | 20    | 2     | 2     |
| Total | Total      | Total      | 176   | 25    | 15    | 22                  | 4                   | 2                   | 10                       | 0                        | 1                        | 208   | 33    | 15    |
| 1. ↑ Incluye datos de Copa Chile 2. ↑ Incluye datos de Copa Sudamericana y Copa Libertadores. 3. ↑ No incluye datos de partidos amistosos. |            |            |       |       |       |                     |                     |                     |                          |                          |                          |       |       |       |

## Palmarés

### Campeonatos nacionales
| Título                    | Equipo         | País  | Año    |
| ------------------------- | -------------- | ----- | ------ |
| Primera B                 | Coquimbo Unido | Chile | 2014-C |
| Copa Chile                | Colo Colo      | Chile | 2023   |
| Primera División de Chile | Colo Colo      | Chile | 2024   |
| Supercopa de Chile        | Colo Colo      | Chile | 2024   |